# لئوپولسدورف
لئوپولسدورف (به آلمانی: Leopoldsdorf) یک منطقهٔ مسکونی در اتریش است که در ناحیه وین-اومگه‌بونگ واقع شده‌است. لئوپولسدورف ۶٫۹۵ کیلومتر مربع مساحت دارد ۱۶۱ متر بالاتر از سطح دریا واقع شده‌است.